# 乾旦路
《乾旦路》，是2012年上映的一部港產紀錄片，由資助兩岸三地的獨立紀錄片的CNEX基金會出品，香港導演卓翔執導，張艾嘉監製。影片先後在台北、香港、北京、深圳、廣州、南京及倫敦公開放映；2012年底正式在香港上映。該片為CNEX基金會2010年的特別項目。

## 劇情
《乾旦路》是一部有關粵劇男旦（又名乾旦）的人物紀錄片，講述逆流者藝術生命的故事，跨越七年的影像紀錄。劇中兩個香港青年譚穎倫與王侯偉選擇了傳統粵劇為事業，並立志成為粵劇界寥寥可數的男旦。二人懷著旁人無法理解的熱情，面對家人、行業、社會的不解與壓力，走著他們一意孤行的乾旦路。
從兩個自小惺惺相惜的難得知己，互相學習如何做好一個女性角色，到今天卻輾轉成了一對台上好拍擋，演繹一段段粵劇男女的動人故事。

## 影展

### 獲獎
- 2012年「中國廣州國際紀錄片節」競賽 / 最佳紀錄片音效獎
- 2013年「第十三届廣州華語電影傳媒大獎」競賽 / 最佳新導演提名
- 2013年「第三屆華語視像藝術節」評審團三等獎

### 入選
- 2011年「台北CNEX主題紀錄片影展」選映
- 2012年「香港亞洲電影節」「亞洲國度」單元選映
- 2013年「第三屆北京國際電影節」「中國新片」單元選映
- 2013年「第三届倫敦華語視像藝術節」競賽及選映
- 2013年深圳華僑城創意文化園「舉重若輕」藝術電影展映

## 註
1. ↑  .   [2014-03-28]. （原始内容存档于2020-02-25）. （页面存档备份，存于）

## 外部連結
- 乾旦路的Facebook專頁
- 乾旦路CNEX專頁 （页面存档备份，存于）
- 開眼電影網上《乾旦路》的資料（繁體中文）
- 时光网上《乾旦路》的資料（简体中文）
- 豆瓣电影上《乾旦路》的資料 （简体中文）
- 互联网电影数据库（IMDb）上《乾旦路》的资料（英文）